# Cylance Pro Cycling
El Cylance Pro Cycling (código UCI: CPC) es un equipo ciclista femenino de Estados Unidos de categoría amateur.

## Material ciclista
El equipo utiliza bicicletas Cannondale y componentes Shimano

## Clasificaciones UCI
Las clasificaciones del equipo y de su ciclista más destacado son las siguientes:
| Temporada | Clasificación por equipos | Mejor corredora | Posición |
| 2016      | 12.º                      | Carmen Small    | 79.ª     |
| 2017      | 10.º                      | Kirsten Wild    | 26.ª     |

## Palmarés
Para años anteriores véase: Palmarés del Cylance Pro Cycling.

### Palmarés 2018

#### UCI WorldTour 2018
| Fechas           | Carreras                                      | Ganadora         |
| 26 de abril      | 1.ª etapa del Tour de la Isla de Chongming    | Giorgia Bronzini |
| 16 de septiembre | 2.ª etapa de la Madrid Challenge by La Vuelta | Giorgia Bronzini |

#### Calendario UCI Femenino 2018
| Fechas     | Carreras                                             | Ganadora         |
| 3 de mayo  | Tour de la Isla de Zhoushan                          | Sheyla Gutiérrez |
| 6 de mayo  | 1.ª etapa de la Panorama Guizhou International Women | Sheyla Gutiérrez |
| 10 de mayo | Panorama Guizhou International Women                 | Sheyla Gutiérrez |

#### Campeonatos nacionales
| Fechas      | Carreras                                | Ganadora     |
| 22 de junio | Campeonato de Serbia Contrarreloj (CRI) | Jelena Erić  |
| 24 de junio | Campeonato de Serbia en Ruta            | Jelena Erić  |
| 30 de junio | Campeonato de Israel en Ruta            | Omer Shapira |

## Plantillas
Para años anteriores, véase Plantillas del Cylance Pro Cycling

### Plantilla 2018
| Integrantes del equipo 2018 | Integrantes del equipo 2018 | Integrantes del equipo 2018           | Integrantes del equipo 2018 |
| Corredor                    | Fecha de nacimiento         | Equipo previo                         |                             |
| --------------------------- | --------------------------- | ------------------------------------- | --------------------------- |
| Holly Breck                 | 27 de mayo de 1992          | Sho-Air Twenty20 (2017)               |                             |
| Giorgia Bronzini            | 3 de agosto de 1983         | Wiggle High5 (2017)                   |                             |
| Kristabel Doebel-Hickok     | 28 de abril de 1989         | Tibco-Silicon Valley Bank (2015)      |                             |
| Jelena Erić                 | 15 de enero de 1996         | BTC City Ljubljana (2017)             |                             |
| Sheyla Gutiérrez            | 1 de enero de 1994          | Lointek (2015)                        |                             |
| Kaitlin Antonneau           | 1 de enero de 1992          | Cylance (2018)                        |                             |
| Rossella Ratto              | 20 de octubre de 1993       | Inpa Sottoli Bianchi Giusfredi (2015) |                             |
| Omer Shapira                | 9 de septiembre de 1994     | Giusfredi-Bianchi (2017)              |                             |
| Lauren Stephens             | 28 de diciembre de 1986     | Tibco-Silicon Valley Bank (2017)      |                             |
| Marta Tagliaferro           | 4 de noviembre de 1989      | Alé Cipollini (2016)                  |                             |
|                             |                             |                                       |                             |
| Fuente: UCI                 |                             |                                       |                             |